# The Best of Me
Pour les articles homonymes, voir Best of.
The Best of Me est une compilation de Bryan Adams, sortie en 1999.

## Titres
| No  | Titre                                      | Durée |
| --- | ------------------------------------------ | ----- |
| 1.  | The Best of me                             |       |
| 2.  | Can't stop this thing we started           |       |
| 3.  | I'm ready                                  |       |
| 4.  | Summer of '69                              |       |
| 5.  | Let's make a night to remember             |       |
| 6.  | All for love (with Rod Stewart and Sting)  |       |
| 7.  | Have you ever really loved a woman         |       |
| 8.  | Run to you                                 |       |
| 9.  | Cloud number nine                          |       |
| 10. | (Everything I do) I do it for you          |       |
| 11. | Back to you                                |       |
| 12. | When you're gone (Feat. Mel C)             |       |
| 13. | Please forgive me                          |       |
| 14. | The only thing that look good on me is you |       |
| 15. | Inside out                                 |       |

## Certification
| Pays             | Association       | Certification | Ventes/Équivalence |
| ---------------- | ----------------- | ------------- | ------------------ |
| Allemagne        | BVMI              | or            | 250 000            |
| Argentine        | CAPIF             | or            | 30 000             |
| Australie        | ARIA              | platine       | 70 000             |
| Autriche         | IFPI Austria      | or            | 25 000             |
| Belgique         | BEA               | platine       | 50 000             |
| Canada           | Music Canada      | 3x platine    | 300 000            |
| Nouvelle-Zélande | Recorded Music NZ | platine       | 15 000             |
| Royaume-Uni      | BPI               | 3x platine    | 900 000            |
| Suède            | GLF               | or            | 40 000             |
| Suisse           | IFPI Switzerland  | platine       | 50 000             |